# Scottish Women’s Premier League Cup 2018
Der Scottish Women’s Premier League Cup wurde 2018 zum 17. Mal ausgespielt. Der schottische Fußball-Ligapokal der Frauen, der unter den Teilnehmern der Scottish Women’s Premier League ausgetragen wurde, begann am 25. Februar 2018 und endete mit dem Finale am 20. Mai 2018 im Falkirk Stadium in Falkirk. Der Wettbewerb wurde offiziell als Scottish Building Society Scottish Women’s Premier League Cup ausgetragen. Der Ligapokal wurde im K.-o.-System mit 16 Mannschaften ausgetragen.
Als Titelverteidiger startete Hibernian Edinburgh in den Wettbewerb, der im Vorjahresfinale gegen Celtic Glasgow gewann. Im diesjährigen Endspiel um den Schottischen Liga-Pokal der Frauen standen sich erneut Hibernian und Celtic gegenüber. Hibernian erreichte das Finale zum zehnten Mal in der Vereinsgeschichte und zum fünften Mal in Folge. Für Celtic war es die dritte Teilnahme am Endspiel.
Hibernian konnte durch einen 9:0-Finalsieg zum sechsten Mal den Pokal gewinnen und zog damit mit dem Rekordsieger Glasgow City FC gleich.

## Termine
| Runde         | Datum                       | Spiele | Vereine | Neueinstiege |
| ------------- | --------------------------- | ------ | ------- | ------------ |
| 1. Runde      | 25. Februar / 15. März 2018 | 8      | 16 → 8  | keine        |
| Viertelfinale | 25. März 2018               | 4      | 8 → 4   | keine        |
| Halbfinale    | 29. April 2018              | 2      | 4 → 2   | keine        |
| Finale        | 20. Mai 2018                | 1      | 2 → 1   | keine        |

## 1. Runde
Die 1. Runde wurde am 25. Februar und 15. März 2018 ausgetragen.
| Datum                       |                        | Ergebnis |                     |
| --------------------------- | ---------------------- | -------- | ------------------- |
| 25. Februar 2018, 14:00 BST | Forfar Farmington      | 3:0      | FC Aberdeen         |
| 25. Februar 2018, 15:00 BST | Celtic Glasgow         | 4:0      | FC St. Johnstone    |
| 25. Februar 2018, 15:00 BST | Glasgow Rangers        | 1:0      | FC Motherwell       |
| 25. Februar 2018, 15:00 BST | Heart of Midlothian    | 0:4      | Hibernian Edinburgh |
| 25. Februar 2018, 15:10 BST | Glasgow City FC        | 7:0      | FC Kilmarnock       |
| 25. Februar 2018, 15:30 BST | University of Stirling | 3:2      | Central Girls       |
| 25. Februar 2018, 15:30 BST | Hutchison Vale         | 1:3      | FC Spartans         |
| 15. März 2018, 20:15 BST    | Glasgow Women          | 1:2      | Hamilton Academical |

## Viertelfinale
Das Viertelfinale wurde am 25. März 2018 ausgetragen.
| Datum                    |                     | Ergebnis |                        |
| ------------------------ | ------------------- | -------- | ---------------------- |
| 25. März 2018, 14:00 BST | Forfar Farmington   | 2:0      | University of Stirling |
| 25. März 2018, 14:00 BST | FC Spartans         | 0:3      | Glasgow City FC        |
| 25. März 2018, 15:30 BST | Hamilton Academical | 0:3      | Celtic Glasgow         |
| 25. März 2018, 17:00 BST | Hibernian Edinburgh | 1:0      | Glasgow Rangers        |

## Halbfinale
Das Halbfinale wurde am 29. April 2018 ausgetragen.
| Datum                     |                     | Ergebnis |                   |
| ------------------------- | ------------------- | -------- | ----------------- |
| 29. April 2018, 13:00 BST | Hibernian Edinburgh | 3:1      | Glasgow City FC   |
| 29. April 2018, 16:30 BST | Celtic Glasgow      | 4:1      | Forfar Farmington |

## Finale
| Hibernian Edinburgh                                               | Hibernian Edinburgh | Celtic Glasgow | Celtic Glasgow |
| ----------------------------------------------------------------- | --- | --- | -------------- |
| Hibernian Edinburgh                                               | \| 20. Mai 2018 um 17:10 Uhr (Ortszeit) in Falkirk (Falkirk Stadium) \| \| Ergebnis: 9:0 (4:0) \| \| Spielbericht \|                                                                                                 | \| 20. Mai 2018 um 17:10 Uhr (Ortszeit) in Falkirk (Falkirk Stadium) \| \| Ergebnis: 9:0 (4:0) \| \| Spielbericht \| | Celtic Glasgow |
| Hibernian Edinburgh                                               | Cheftrainer: Kevin Milne | Cheftrainer: David Haley                                                                                             | Celtic Glasgow |
| Hibernian Edinburgh                                               | 1:0 Ellis Notley (?.) 2:0 Lizzie Arnot (?.) 3:0 Kelly Clark (?., Eigentor) 4:0 Lizzie Arnot (?.) 5:0 Shannon McGregor (?.) 6:0 Lizzie Arnot (?.) 7:0 Kirsten Reilly (?.) 8:0 Lizzie Arnot (?.) 9:0 Lizzie Arnot (?.) | | Celtic Glasgow |
| 20. Mai 2018 um 17:10 Uhr (Ortszeit) in Falkirk (Falkirk Stadium) | | |                |
| Ergebnis: 9:0 (4:0)                                               | | |                |
| Spielbericht                                                      | | |                |